# Union malienne des aveugles
L’Union malienne des aveugles (UMAV) est une association malienne créée en 1972 sous l’appellation Association malienne pour la promotion sociale des aveugles par Ismail Konaté, administrateur civil qui a perdu la vue à la suite d'un glaucome en 1964.
L’UMAV s’est fixé quatre axes d’intervention :
- la prévention de la cécité ;
- la scolarisation des enfants aveugles  ;
- la réadaptation en milieu urbain ;
- la réadaptation en milieu rural.

En 1973, est créé l’Institut des jeunes aveugles, établissement scolaire de premier et second cycle pour enfants et jeunes aveugles et mal-voyants, installé à Bamako dans le quartier Faladié. Les chanteurs maliens Amadou et Mariam ont fréquenté cet établissement.
Le 25 avril 2009, une bibliothèque sonore, été réalisée par le bureau Multi-pays de l'Organisation des Nations unies pour l'éducation, la science et la culture (UNESCO) et le Lions Club Bamako Yeleen, a été inauguré dans les locaux de l’UMAV.